# Metal Gear Solid V: The Phantom Pain
Metal Gear Solid V: The Phantom Pain (яп. メタルギアソリッドV) — відеогра з видом від третьої особи, суміші жанрів екшн та стелс з розширеними функціональними додатками розроблена компанією Kojima Productions, для котрої MGS V через розбіжності з Konami став останнім проектом у її складі.
Це дев'ята гра в серії Metal Gear, написана, спродюсована та зрежисована Хідео Коджимою. Сюжет продовжує попередній приквел Metal Gear Solid V: Ground Zeroes головним героєм якої є спецпризначинець з позивним «Змій» (англ. Snake), котрий очолює ПВК найманців «Діамантові пси» (англ. Diamond dogs), обіймаючи посаду Великого боса (англ. Big Boss). Дія відбувається під час конфліктів в Афганістані та Анголі. Антагоністами виступають таємний спецзагін XOF організації «Шифр», частини ЗС СРСР та конкуруючі ПВК з НСА (Найманні сили Африки).
Metal Gear Solid V: The Phantom Pain був випущений для PlayStation 3, PlayStation 4, Windows, Xbox 360 та Xbox One 1 вересня 2015 року. Гра отримала визнання критиків, які хвалили її за ігровий процес, відкритий світ, графіку, теми та акторські виступи. Її наратив і певні зміни в формулі серії викликали розбіжності серед критиків, тоді як зовнішній вигляд персонажа Кваєт зазнав критики. Повторювані місії, фінал та докази видаленого контенту призвели до того, що деякі вважали гру незавершеною. До грудня 2015 року The Phantom Pain було продано 6 мільйонів копій. Гра отримала кілька нагород і вважається однією з найкращих стелс-ігор усіх часів. Metal Gear Solid V: The Definitive Experience, збірка, яка включає і The Phantom Pain, і Ground Zeroes, разом із усім додатковим контентом для обох ігор, була випущена в жовтні 2016 року.
Станом на 2023 рік продано 9,6 мільйонів копій гри.

## Ігровий процес
Геймплей містить основну, сюжетну, та додаткову, прибуткову, гілки. Їх виконання, як правило, пропонує два варіанти проходження — стелс чи екшн. Можлива і їх дієва комбінація. За стелс гравець отримує бонуси «Тактичної перемоги» і можливість виконати завдання з мінімальними зіткненнями. Екшн містить високий бонус «Героїзму» та можливість витрачати на місії менше часу, але має недолік відрахувань за виявлення і отриманні поранення. Виконанню завдань сприяє відповідне спорядження — тактичний бінокль з супровідним маркером цілей, ПНБ, гаджети протезу тощо.
Для першого варіанту характерна попередня довготривала розробка стратегічно-тактичної складової виконання місії, шляхом деталізованого вивчення об'єкту та можливих шляхів проникнення і поступового усунення супротивників, з відповідним арсеналом: дротики з транквілізаторами, зброя з гумовими кулями, задушуючі, нелетальні, прийоми тощо. Другий варіант передбачає виявлення найбільш сприятливих для нападу позицій та активних атакуючих дій зі знищенням супротивника. Ефективним, за подібного вибору, є додаткове використання важкої стрілецької зброї конкретного об'єкту — мінометів, великокаліберних кулеметів, ЗУ та інше.
Реалізовано функціональну можливість допиту бійців супротивника, задля дізнання особливостей місцевості — заручників, скарбів, спеціалістів тощо, котра на вибір містить два завершення — знетямити чи фізично усунути полоненого. Непритомних супротивників, після примусової відправки на базу, можливо додавати до лав ПВК.
У реальному часі задіяно систему повітряного постачання зброєю, набоями та спорядженням, можливості виклику гелікоптера на підтримку проведення операції чи артилерії задля ураження супротивника по вказаним координатам.

На цьому скриншоті Снейк використовує систему евакуації «поверхня-повітря» Фултона, щоб транспортувати вівцю на Головну Базу.

Як і в Peace Walker, The Phantom Pain має систему побудови бази, яка дозволяє гравцям розробляти зброю та предмети зі своєї штаб-квартири, Головної Бази. Для цього повернулася функція вербування ворожих солдатів і полонених, що дозволяє базі рости через організацію. Гравці мають змогу отримати доступ до своєї бази через смартфони та інші пристрої за допомогою додатку. На відміну від Peace Walker, де гравці могли оглядати Головну Базу тільки з повітря, у The Phantom Pain гравці можуть керувати Снейком, досліджуючи комплекс пішки. Система Фултона, яка була введена в Peace Walker, також повернулася, дозволяючи гравцям транспортувати захоплених солдатів та інші об'єкти, такі як тварини і транспортні засоби, назад на базу.
База «Діамантових псів» є тим фактором, який спонукає займатися додатковими місіями — саме від прибутку та здобутих, природних чи людських, ресурсів залежить можливість придбання та вдосконалення нових видів зброї і спорядження. Її, під прикриттям видобутку сировини, розташовано на потужних платформах території Сейшел, керівництво котрих надало цей район ПВК за послуги державі в минулому.
Дизайн гри дозволяє гравцям вибирати порядок, у якому вони виконують місії, і все одно «зрозуміти загальне повідомлення до кінця». Штучний інтелект ворогів покращений з точки зору ситуаційної обізнаності. Якщо гравці часто використовують певну зброю або тактику для знешкодження ворогів, вороги будуть краще екіпіровані та численнішими. Наприклад, часте використання пострілів у голову змусить ворогів одягати металеві шоломи, щоб ускладнити влучання в голову. Інші дії гравця можуть впливати на ширший ігровий світ; наприклад, саботаж радіолокаційної установки відкриє нову зону для посадки вертольота.
У грі є динамічна система зміни погоди та циклу день-ніч, які працюють у реальному часі. Цей цикл можна прискорити, коли Снейк запалює «Примарну сигару», електронну сигару; на екрані з’являється цифрова панель годинника Seiko, яка відображає час. Перебіг часу дозволяє гравцям аналізувати рухи помічених ворожих сил у цьому районі, такі як зміни патрулів і маршрути індивідуальних патрулів. Погодні умови, як-от піщані бурі або дощ, впливають на ігрове середовище, знижуючи видимість або маскуючи звук кроків.
Графіка та фізика MGS V, як на 2015-й рік, були достатніми але не прогресивними чи видатними, зокрема відсутні фізичні ефекти відчленування часток тіл у випадку відповідних уражень чи деталізація пошкоджень оточуючого середовища. Втім MGS V мав оригінальний сюжет, з притаманними фантастично-футуристичними елементами та своєрідну автентичну атмосферу.
Під час проходження гравець поступово отримує додаткові аудіоматеріали, котрі містять інформацію про завдання та попередню історію серії Metal Gear. Також серед них присутня атмосферна пропаганда часів Холодної війни.

### Багатокористувацькі режими
Metal Gear Solid V: The Phantom Pain включає два багатокористувацькі режими: перший — це новий Metal Gear Online 3, розроблений новоствореним підрозділом Kojima Productions у Лос-Анджелесі (нині відомий як Konami Los Angeles Studio). MGO 3 має три режими гри: Bounty Hunter, Comm Control і Cloak and Dagger. Вони використовують те ж управління та основні ігрові механіки, що і однокористувацька гра. Bounty Hunter — це командний deathmatch-режим, де одна команда гравців має битися з іншою, поки не закінчаться очки відродження; в Comm Control дві команди, що протистоять одна одній, повинні захищати або обороняти контрольні точки. Cloak and Dagger примітний асиметричним ігроладом: одна команда, яка має лише нелетальну зброю та маскуючі пристрої, має таємно викрасти «диски з секретними даними», які охороняє інша команда з вогнепальною зброєю. Metal Gear Online отримав негативні відгуки насамперед через нестабільний підбір гравців та відсутність виділених серверів.
Другий багатокористувацький режим є розширенням функції будівництва Головної Бази (англ. Mother Base). Гравці можуть розширити свої операції, включивши до них Передові оперативні бази (англ. Forward Operating Bases), які можна використовувати для отримання ресурсів і доходу для одиночної кампанії. Ці об'єкти можуть бути атаковані іншими гравцями, що дозволяє використовувати режим гравець проти гравця, де атакуюча команда намагається вкрасти ресурси та/або солдатів, а захисна команда намагається захистити передову оперативну базу від вторгнення. Захисники можуть викликати своїх друзів для допомоги в захисті, особливо якщо їхню передову оперативну базу атакують під час виконання сюжетної місії. Гравці можуть налаштовувати охорону, персонал і планування своїх передових оперативних баз, що дозволяє створити велику кількість варіантів конфігурації бази. Після успішного або невдалого вторгнення місцезнаходження передової оперативної бази атакуючого гравця розкривається захиснику; однак захисники можуть здійснити відповідну атаку лише в тому випадку, якщо нападника було виявлено під час його проникнення. Функція передових оперативних баз є окремим багатокористувацьким досвідом від Metal Gear Online 3 і необхідна для збільшення кількості бойових підрозділів, які гравець може використовувати.

## Синопсис

### Сетинг
Після подій Ground Zeroes і знищення Militaires Sans Frontières (MSF), Біг Бос (Кіфер Сазерленд/Акіо Оцука) впадає в кому. Дев'ять років потому він прокидається і допомагає очолити нову групу найманців Diamond Dogs. Взявши собі кодове ім'я «Venom Snake», він вирушає до Афганістану під час радянсько-афганської війни і на кордон Анголи та Заїру під час громадянської війни в Анголі, щоб вистежити тих, хто несе відповідальність за знищення MSF. По дорозі він знову зустрічає свого колишнього суперника Оцелота (Трой Бейкер/Сатосі Мікамі) і стикається з Квайєт (Стефані Йостен), найманкою та снайперкою з надприродними здібностями. Хоча спочатку він і Казухіра Міллер (Робін Аткін Даунс/Томокадзу Суґіта) прагнуть помсти, Снейк викриває змову організації «Шифр», спрямовану на розробку нової моделі системи Metal Gear, відомої як ST-84 «Sahelanthropus».

### Персонажі

#### Головні дійові особи
- Панішд «Веном» Снейк (дослівно Покараний «отруєний» змій (англ. Punished "Venom" Snake)) — головний персонаж та дійова особа MGS V. Очільник «Діамантових псів».
- Казухіра «Каз» Міллер (англ. Kazuhira "Kaz" Miller) — засновик «Діамантових псів». Колишній ідеаліст котрий вірив у «націю вояк без політиків» але з часом, спостерігаючи ПВК котрі насамперед цінували гроші, надав перевагу радикальному світогляду у досягненні мети. Не схильний до компромісів чи довіри будь-кому. Свого часу, у радянському полоні, втратив правицю й ліву ногу.
- Револьвер «Шалашаска» Оцелот (англ. Revolver "Shalashaska"  Ocelot) — спеціаліст зі зброї, колишній співробітник ГРУ. У прийнятті рішень схильний до помірного гуманізму.
- Череполиций (англ. Skull Face) — очільник елітного спецпідрозділу «Шифру» XOF. У наслідок важких ушкоджень фактично не має шкіри на голові. Трансільванець за походженням, свого часу, згідно історії серії, отруїв Сталіна. У Африці відділ під його керівництвом здійснив проект створення генетичної зброї для етнічних чисток — паразитів знищуючих носія за мовною ознакою. Головний антагоніст MGS V.
- Др. Еммерік (англ. Dr. Emmerich) — вчений котрий на початку подій MGS V працював на XOF, але, з міркувань власної безпеки, вирішив полишити організацію. Надалі інженер-механік «Діамантових псів».

#### Другорядні дійові особи
В ігровий процес було додано можливість обирати допоміжні засоби/напарників під час місій. До них зокрема належать:
- Кінь (англ. Diamond Horse) — корисний під час завдань пов'язаних з потребою швидкого пересування.
- Пес (англ. Diamond Dog) — корисний під час завдань пов'язаних з виявленням персоналій — заручників, спеціалістів, супротивників тощо — чи мін. Згідно сюжету є можливість підібрати його щеням та надалі, з часом, також використовувати для знищення чи відволікання уваги ворога. Як і «Змій» має ушкоджене праве око, напіввовк.
- Кваєт (англ. Quiet, рос. Тіхій[20])[21] — жінка-снайпер котра початково працює на XOF. Намагаючись, під час вступу MGS V, знищити «Змія» у лікарні отримує важкі ушкодження. Внаслідок подальшого уживлення XOF-м в її тіло мутагенів-паразитів отримує схожі до рептилій засоби обміну речовин та життєдіяльність. Під час одної з місій Веном Снейк вступає з нею у двобій з подальшим вибором — вбити (порада Міллера) чи залишити їй життя (порада Оцелота). У разі обрання другого, з часом приєднається до команди Снейка. Корисна під час завдань пов'язаних з неприхованим знищенням супротивника, також може проводити розвідку місцевості. На вибір Кваєт можна озброїти летальною або нелетальною снайперською гвинтівкою.

### Сюжет
У 1984 році, через дев'ять років після знищення MSF, Біг Бос прокидається з коми в лікарні на британській військовій базі на Кіпрі. Кв'єт, кілер організації «Шифр», намагається вбити його, але Біг Боса рятує сильно забинтований чоловік на ім'я «Ізмаїл». Вони тікають з лікарні, уникаючи переслідування солдатів Шифра і двох надлюдей — «Третьої Дитини» та «Людини у Вогні». Біг Бос втрачає Ізмаїла, але його знаходить Револьвер Оцелот і доставляє на борт «Діамантових псів» (англ. Diamond dogs), нової групи найманців, заснованої Казухірою Міллером на платформі біля Сейшельських островів.
Біг Бос бере собі кодове ім'я «Веном Снейк» і починає пошуки Шифра. Снейк бере участь у радянсько-афганській війні та громадянській війні в Анголі. Він вербує надлюдину-найманку, снайперку на ім'я Кв'єт; науковця і колишнього співробітника MSF доктора «Г'юї» Емеріка; і Код Токера, навахо, експерта з паразитів, якого змусили працювати на Шифр. Снейк захоплює Елая, британського підлітка, якого вважають клоном Снейка і лідером кількох дитячих солдатів; тест ДНК підтверджує, що Веном Снейк і Елай не є генетично пов'язаними.
Снейк дізнається, що лідера Шифра, Зеро, усунули, а знищення MSF організувала XOF, окрема група Шифра. Лідер XOF, Череполиций (англ. Skull Face), вважає, що план Шифра досягти миру в усьому світі — це спроба зробити світ культурно американським, і планує випустити паразита, який убиває всіх, хто розмовляє англійською. Модифікований паразит надав Кв'єт та елітним солдатам XOF, відомим як «Черепи», незвичайні здібності. Після випуску англійського штаму паразита Череполиций планує використати загрозу новітнього металґіра «Сахелантропус», щоб зробити ядерну зброю легкодоступною, вважаючи, що ядерне стримування принесе мир у світ, водночас захищаючи інші культури; таємно він збереже дистанційний контроль над зброєю. Череполиций відмовляється використовувати штучний інтелект для Сахелантропуса, тому покладається на психічні здібності «Третьої Дитини».
Під час випробувань Третя Дитина зраджує Череполикого, змусивши Сахелантропуса серйозно поранити його та розчавити Людину у Вогні. Снейк перемагає Сахелантропуса та повертає дві з трьох колб із паразитом Череполикого, щоб знищити їх; третя колба зникає, а одну з тих, що повернули, забирає Третя Дитина і передає Елаю. Снейк і Міллер залишають Череполикого помирати, але його вбиває Г'юї. Сахелантропуса доставляють на Головну Базу. Пізніше Елай, Третя Дитина і діти-солдати викрадають Сахелантропуса та тікають. Виявляється, що здібності Третьої Дитини змушують його підкорятися наймстивішій людині поблизу, а це означає, що атаку Сахелантропуса ініціював Елай.
На базі трапляється епідемія паразитів, і щоб стримати її, Снейк змушений убити багатьох своїх солдатів. Щоб вшанувати їхню пам'ять, він наказує перетворити їхній прах на діаманти, які носитиме в бою. Г'юї звинувачують у спричиненні епідемії через спробу мутуції паразитів для продажу їх як зброї. Через підозри в його причетності до знищення MSF і докази того, що він вбив свою дружину, доктора Стрейнджлав, за те, що вона не дозволила йому використовувати їхнього сина Гала в експериментах, Снейк виганяє його з Діамантових Псів.
Тимчасом Кв'єт зникає в Афганістані; Код Токер розповідає, що Кв'єт заразилася англійським паразитом, щоб поширити його серед Діамантових Псів, але через її зближення зі Снейком, її наміри змінилися, і вона вирішила мовчати, щоб запобігти спалаху. Мутація паразитів, яку здійснив Г'юї, переконала Кв'єт, що вона не може гарантувати безпеку на Головній Базі. Снейк знаходить її та допомагає відбити атаки радянських військ, після чого вони ховаються під час пилової буря від основних радянських сил. Снейка кусає отруйна змія і аби врятувати його, Кв'єт змушена заговорити, щоб викликати гелікоптер Діамантових Псів. Потім вона йде в пустелю, щоб померти на самоті, запобігаючи ще одній епідемії.
З'ясовується, що Веном Снейк — це не Біг Бос, а медик MSF, який постраждав під час вибуху, що поранив Ізмаїла, справжнього Біг Боса. Під час коми медика «перетворили» за допомогою пластичної хірургії та гіпнотерапії, щоб він слугував двійником Біг Боса, поки той веде таємну війну проти Шифра. Веном Снейк пізніше розпочне події, що призведуть до повстання у Внутрішньому Раю. Саме Веном Снейк в ролі Біг Боса протистояв гравцю в Metal Gear.
Після смерті Венома Біг Бос знову з'явиться під час заворушень у Землі Занзібар. Міллер і Оцелот обговорюють плани Біг Боса щодо створення Внутрішнього Раю. Оцелот залишається вірним Біг Босу, а Міллер, обурений обманом свого колишнього союзника, обіцяє допомогти Веному та сину Біг Боса Девіду, сподіваючись сприяти їхньому падінню.

## Розробка

Рекрутинговий плакат, створений на основі плаката «Lord Kitchener Wants You» для набору на службу, використаний на GDC 2012.

У лютому 2012 року сайт, що належав компанії Konami, Development Without Borders (укр. Розробка без кордонів), оголосив про розробку нової гри серії Metal Gear, під назвою «The 'next' MGS» (укр. Наступний MGS). Сайт залучав персонал для павільйону на GDC 2012, який відбувався у березні, та приймав заявки на кілька вакансій для останньої версії Metal Gear Solid, яка була призначена для «консолей високого класу» та нового «Fox engine» для наступного покоління. Протягом року команда представила знімки екрана та відео нового Fox Engine. Ці матеріали демонстрували різні локації та персонажів, але жоден з них не був пов'язаний із серією Metal Gear. Однак деякі знімки містили персонажа, схожого на Біг Боса з Metal Gear'а, який йшов до бойової машини Stryker, що раніше з’являлася в Metal Gear Solid 4.
Konami представила Ground Zeroes на закритому заході з нагоди двадцятип'ятиріччя серії Metal Gear 30 серпня 2012 року. Гра вперше була показана публіці два дні по тому на виставці Penny Arcade Expo 2012. Коджима тоді не розкрив багато деталей, окрім того, що це буде пролог до Metal Gear Solid V, і що це буде перша гра, яка використовуватиме Fox Engine, ігровий рушій, розроблений Kojima Productions. У січні 2013 року Коджима повідомив, що Ground Zeroes стане першою грою серії, яка матиме субтитри арабською мовою, що планувалося ще для попередніх ігор. Він також підтвердив, що тривалість кат-сцен буде скорочена, оскільки вважав, що довгі кат-сцени є застарілим явищем.
В інтерв'ю VG247 Коджима висловив сумніви щодо випуску Ground Zeroes. Він стверджував, що прагне дослідити табуйовані та зрілі теми, які вважав «дуже ризикованими», і що його ролі творця та продюсера конфліктували між собою. Як творець, він хотів ризикувати, досліджуючи теми, які можуть відштовхнути аудиторію, але як продюсер, йому доводилося пом'якшувати контент, щоб продати якомога більше копій гри. Зрештою, перемогла роль творця, і Коджима описав свій підхід як «пріоритизацію креативності над продажами».
На Spike Video Game Awards у грудні 2012 року був показаний тизер до гри під назвою The Phantom Pain, яка була представлена новим шведським розробником Moby Dick Studio і описувалася як гра зі «100% геймплеєм». Очолював студію нібито Йоакім Могрен, а в місії студії йшлося про те, що вони прагнуть створити «безкомпромісний, захопливий і зворушливий ігровий досвід для людей по всьому світу». Після презентації коментатори припустили, що The Phantom Pain насправді є грою серії Metal Gear, вказуючи на схожість головного героя з Біг Босом, графіку, подібну до створеної на Fox Engine, цитату «V has come to» наприкінці трейлера, а також на те, що назва Metal Gear Solid V вписується в негативний простір і відступи логотипу гри при використанні того самого шрифту. Ім'я «Йоакім» було анаграмою від «Коджима», а доменне ім'я для вебсайту студії було зареєстровано приблизно за два тижні до анонсу. Крім того, кілька людей у футболках Moby Dick Studio сиділи в VIP-зоні, призначеній для співробітників Konami. Коджима заявив, що його вразив трейлер і те, як Могрен був натхненний Metal Gear.
Актор, що зображав сильно забинтованого Могрена, з'явився в інтерв'ю 14 березня 2013 року в епізоді шоу GameTrailers TV. Хоча він заявив, що не може розкрити багато деталей, він підтвердив, що більше інформації про The Phantom Pain буде розкрито на майбутній конференції розробників ігор, і показав кілька знімків екрану на iPad ведучому шоу Джеффу Кілі. Після того, як Кілі зазначив, що на знімках видно логотип Fox Engine, Могрен виглядав нервовим, і сегмент раптово завершився.
27 березня 2013 року на конференції GDC 2013 Коджима підтвердив, що його студія стоїть за трейлером, і оголосив, що Metal Gear Solid V складатиметься з двох окремих ігор: Ground Zeroes буде прологом до основної гри, яка офіційно отримала назву Metal Gear Solid V: The Phantom Pain. Згодом він показав трейлер гри і продемонстрував Fox Engine. У трейлері звучала пісня Not Your Kind of People з однойменного альбому гурту Garbage 2012 року.
В інтерв'ю для GameTrailers 29 березня 2013 року Коджима розповів, що спочатку The Phantom Pain була представлена як незалежна гра для того, щоб оцінити реакцію публіки та індустрії на Fox Engine, оскільки він вважав, що анонс гри як частини Metal Gear Solid V міг би упереджувати враження від рушія. Він зазначив, що ця ідея була задумана й спланована разом із Кілі протягом двох років і була спрямована на стимулювання активності фанатів у соціальних мережах.
Хоча офіційний трейлер гри демонструвався на ПК, гра була випущена для консолей сьомого та восьмого поколінь. В інтерв'ю під час E3 2013, на запитання про версію для ПК, Коджима заявив: «Ми її робимо, і вона буде на рівні з версіями для PlayStation 4 і Xbox One». Однак він дав зрозуміти, що порт для ПК не є їхнім пріоритетом. Коджима підтвердив, що візуальні ефекти, показані в трейлері, будуть близькими до фінальної версії гри. Він також зазначив, що хотів би, щоб Metal Gear Solid V стала його останньою грою серії Metal Gear, підкресливши, що на відміну від попередніх ігор, коли він оголошував про завершення своєї роботи над серією, цього разу його участь у франшизі дійсно завершиться. Хоча в трейлері було показано, як Снейк страждає від галюцинацій у вигляді палаючого кита, Коджима запевнив, що у грі буде збалансований реалізм.
На E3 2013 було показано четвертий трейлер під час пресконференції Microsoft, де продемонстрували нові ігрові механіки, а також персонажів. Також на цій конференції було оголошено про розробку версії для Xbox One. Версія для PlayStation 4 була анонсована наступного дня, коли Konami завантажила червону версію трейлера на свій канал YouTube разом із стандартною зеленою версією.
Трейлери до Metal Gear Solid V демонстрували гру на апаратному забезпеченні ПК, але, за словами Коджими, текстури та моделі персонажів були частково засновані на апаратному забезпеченні сьомого покоління. Розробники прагнули покращити технічну якість для версій, випущених для восьмого покоління консолей. 
Хідео Коджима
Коджима натякнув, що гра може бути «занадто великою для проходження», додавши, що вона «у 200 разів більша за Ground Zeroes». Він говорив про обмежений характер попередніх ігор Metal Gear Solid, зазначивши, що «вони ставили гравця на одну рейку, щоб дістатися з пункту А до пункту Б, залишаючи лише певний ступінь свободи між ними». На контрасті попередніх ігор, The Phantom Pain пропонує гравцям нові способи пересування і методи непомітного проходження, наприклад, використання гелікоптера для прибуття в зону виконання місії. Гравці можуть пересуватися ігровим світом або висаджуватися безпосередньо в зонах висадки, що дозволяє різні підходи. Відео, опубліковане після виставки E3 2015, продемонструвало це, показавши ту саму місію, виконану чотири рази різними способами: гравець вибирає непомітне проходження, веде прямий штурм за допомогою вертольота, намагається вбити ціль зі снайперської гвинтівки або «контрабандою» проносить вибуховий пристрій в базу ворога за допомогою патрульної машини.
Зброя у The Phantom Pain, як і у Ground Zeroes, є вигаданою і неліцензованою. Було підтверджено, що гравці, які раніше грали у Ground Zeroes, можуть імпортувати збережені дані у The Phantom Pain і отримати спеціальні бонуси.
Коджима прагнув, щоб гравець відчув зв'язок зі Снейком у The Phantom Pain. Для цього втрата Головної Бази, яку гравець розвивав у Peace Walker, мала стати мотивацією для помсти як для Снейка, так і для гравця. Коджима також намагався зробити Снейка більш зрозумілим для новачків у серії, зробивши його несвідомим того, що сталося за дев'ять років його перебування в комі.
На E3 2014 був показаний п'ятий трейлер із піснею Майка Олдфілда Nuclear, що розкриває більше деталей сюжету про «Діамантових Псів» і антагоністичне падіння Снейка. Трейлер випадково злили за день до анонсу через пост на YouTube-каналі Konami. Разом із новим трейлером було оновлено вебсайт Metal Gear Solid V, додавши нову інформацію та зображення, зокрема прогрес розробки ігрової карти та еволюцію дизайну Снейка у всіх іграх серії. 25 серпня 2015 року Коджима випустив трейлер до виходу гри, показавши «Еволюцію та гармонію Metal Gear» із кадрами з попередніх ігор, а також новим Metal Gear «Sahelanthropus».
Перші кадри мультиплеєра The Phantom Pain були показані в грудні 2014 року. Спочатку планувалося, що Metal Gear Online буде запущено разом із виходом гри, але його перенесли на 6 жовтня для консолей та на січень 2016 року для Windows.
Під час розробки Kojima Productions і Konami зіткнулися з критикою через рішення додати мікротранзакції — систему, що дозволяє гравцям платити за доступ до контенту гри. Однак представник Kojima Productions підтвердив, що система була включена для користі тих гравців, у яких може не бути часу завершити гру, враховуючи її масштаб, і що жоден контент не буде доступний виключно через мікротранзакції. Додаткові суперечки виникли після публікації статті, в якій стверджувалося, що режим Forward Operating Base знаходиться за «платною стіною», що Konami спростувала, заявивши, що мікротранзакції є прискорювачем, а не платною стіною.
На розробку гри було витрачено понад 80 мільйонів доларів.

### Музика
Музику до The Phantom Pain створив Гаррі Ґреґсон-Вільямс, що стало його четвертим проєктом у серії Metal Gear, а композиторами виступили Людвіг Форсселл, Джастін Бернетт та Даніель Джеймс. Також у грі The Phantom Pain є колекційні музичні касети, які гравець може слухати під час гри, з поєднанням ліцензованої музики тієї епохи та музики з попередніх ігор Metal Gear.
Metal Gear Solid V Original Soundtrack був випущений 2 вересня 2015 року, і включав 50 треків, відібраних з обох частин: Ground Zeroes і The Phantom Pain. Після цього, 23 грудня 2015 року, було випущено Metal Gear Solid V Extended Soundtrack, що містив 114 треків, також відібраних з обох ігор серії. Metal Gear Solid V Original Soundtrack The Lost Tapes було випущено 30 березня 2016 року, і він здебільшого складався з треків, написаних Людвігом Форсселлом для касет у грі. Останні два релізи також включають музику, яка не була використана в грі, зокрема Metal Gear Solid V Extended Soundtrack містив два треки з видаленої місії «Місія 51: Королівство мух».
Саундтрек до гри пізніше здобув нагороду за найкращу музику/саундтрек на The Game Awards 2015. На події також виступала Стефані Йостен, акторка озвучки Кваєт, виконуючи «Quiet's Theme».

### Суперечка Конамі-Коджима
У березні 2015 року компанія Konami оголосила про плани щодо корпоративної реструктуризації, в результаті якої вони розірвали співпрацю з Хідео Коджимою та його студією розробки Kojima Productions. У рамках цього розриву ім'я Коджими було видалено з обкладинки гри, всіх пов'язаних з нею матеріалів, а також майбутніх видань Metal Gear Solid V: Ground Zeroes та Metal Gear Solid: The Legacy Collection. Представник Konami заявив, що Коджима все ще буде залучений до роботи з Konami та франшизою Metal Gear, і, незважаючи на конфлікт, компанія висловила впевненість у тому, що гра буде визнана Грою року.
У липні 2015 року композиторка серії Ріка Муранка в інтерв'ю для Fragged Nation повідомила, що понад 30 замовлених для серії пісень так і не були використані. Муранка вважала, що Коджима мав недоліки в бізнесовій стратегії, що, на її думку, зіграло роль у його розриві з Konami.

## Реліз

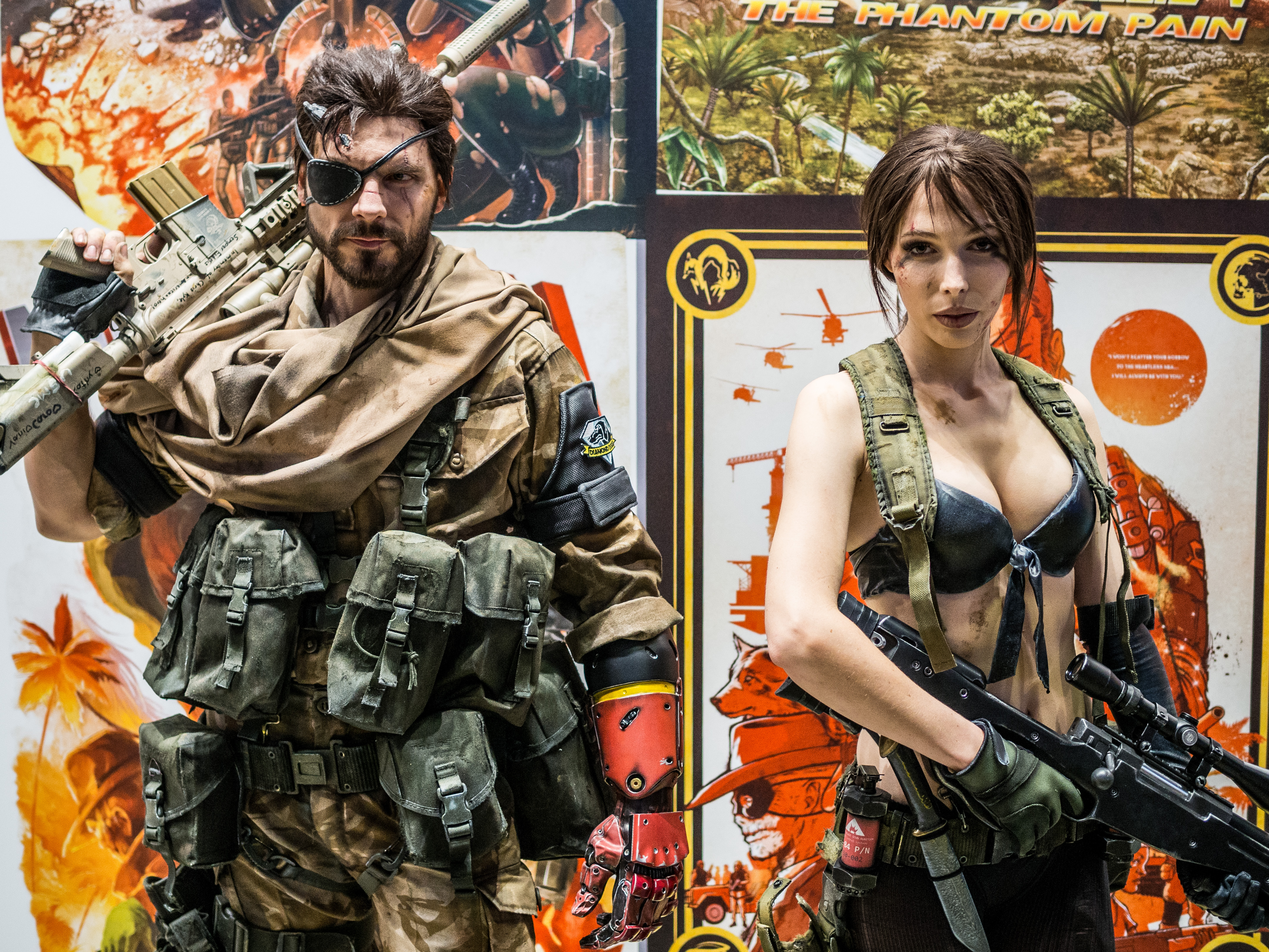
Промоушн на Gamescom 2015

Metal Gear Solid V: The Phantom Pain було випущено в різних виданнях. Спеціальні видання Day One для кожної платформи містили ваучери для завантажуваного контенту (DLC), що давали доступ до особливих видів зброї та очок досвіду для Metal Gear Online. Колекційне видання для Північної Америки (яке було доступне для PS4 і Xbox One) включало металевий футляр та невелику копію біонічної руки Снейка; Преміум-пакет для японського релізу (який був доступний для PS4, PS3 та Xbox One) містив повнорозмірну репліку руки, яка також продавалася окремо в травні 2016 року. Sony випустила комплект PlayStation 4, в якому консоль була пофарбована в кольори руки.
Фізичне видання The Phantom Pain для ПК включало лише ключ активації та диск з інсталятором Steam. Ігрові файли не були на диску і їх потрібно було завантажити.
Для гри також було випущено кілька супутніх продуктів. Sony Mobile Communications випустила спеціальні видання Walkman, Xperia Z4, Xperia Z3 Tablet Compact та Xperia J Compact, кожен з яких містив емблеми «Outer Heaven», саундтрек та шпалери. Виробник годинників Seiko випустив цифровий годинник, схожий на той, що носить Веном Снейк у грі. Виробник окулярів JF Rey створив тематичні окуляри, стилізовані під ті, що носять Каз та Оцелот у грі. Японська іграшкова компанія Sentinel, яка раніше випускала чохли iDroid для iPhone 5 та 5S, виготовила трансформовану фігуру Sahelanthropus, тоді як Kotobukiya підготувала масштабну модель 1/100 цього ж робота. Спортивний бренд Puma долучився до проєкту, випустивши лінію спортивних курток, футболок і взуття, включно з черевиками для безшумного переміщення Снейка.
Лінійка фігурок PlayArts Kai від Square Enix включала кілька персонажів гри, а Kaiyodo випустила фігурки Веном Снейка та радянського солдата в категорії RevoMini. Японський письменник Кенджі Яно (під псевдонімом Хіторі Ноджіма) написав новелу The Phantom Pain, яка була опублікована видавництвом Kadokawa Shoten у форматах бункобон та e-book 25 жовтня 2015 року, після його двочастинної новелізації оригінальних Metal Gear Solid та Metal Gear Solid 2: Sons of Liberty, що були опубліковані за два місяці до цього. Артбук під назвою The Art of Metal Gear Solid V був виданий Dark Horse Comics 2 листопада 2016 року.
Повне видання гри, під назвою Metal Gear Solid V: The Definitive Experience, було випущено для PlayStation 4, Xbox One та Steam 11 жовтня в Північній Америці, 13 жовтня в Європі та 10 листопада в Японії. Пакет включав пролог Ground Zeroes і The Phantom Pain в одному комплекті, а також увесь раніше випущений завантажуваний контент для обох ігор.

### Видалений контент
Колекційне видання гри включало додатковий диск із відео невикористаної місії під назвою Епізод 51: Королівство мух, яке показує події цієї місії через незавершені кінематографічні сцени та концепт-арти. Дія відбувається після завершення основної кампанії, де Снейк знаходить і стикається з Елаєм та вкраденим Сахелантропусом на віддаленому острові. Офіційний кінець історії був розкритикований за свою раптовість, і критики вважали, що Епізод 51 міг би надати грі більш задовільне завершення, оскільки він розв'язував кілька сюжетних ліній. Інші також вважали, що це дало б деяким персонажам більше розвитку, пов'язаного з їх попередніми появами в серії.
Деякі критики знайшли недоліки у структурі The Phantom Pain. Необхідність повторно проходити місії в другій половині гри, щоб просуватися далі, призвела до теорій, що вони замінили оригінальний контент, який не був включений через обмеженість часу. Це підтвердили подальші докази видаленого контенту: незабаром після відкриття Епізоду 51, користувачі форуму Facepunch, які витягували дані з ПК-версії гри, знайшли докази існування ще одного сюжетного розділу, який не був включений у фінальну версію. Продюсер гри Кенічіро Імаїзумі відмовився коментувати запити фанатів, тоді як менеджер спільноти Metal Gear Solid Роберт Аллен Пілер спростував можливість появи завантажуваного контенту з новими сюжетними елементами. Деякі фанати висловлювали теорії щодо зв'язку Розділу 3 та події Konami «Nuclear Disarmament Event», яка була запущена незабаром після релізу, з метою розкрити секрет у грі, як тільки всі ядерні боєголовки, створені гравцями, будуть знищені; катсцену, пов'язану з цією подією, знайшли дата майнери через кілька днів після виходу гри. Пілер не заперечив можливість появи подальших подій після завершення роззброєння, але заявив, що «найпростіша відповідь — правильна, немає потреби надмірно це ускладнювати». 2 лютого 2018 року завершення евенту роззброєння було активовано передчасно у версії гри для Steam, незважаючи на наявність понад 9000 ядерних боєголовок у гравців на той час, що призвело до запуску згаданої катсцени. Після розслідування Konami оголосила, що це стало результатом технічної помилки, оскільки сервери гри отримали неправильні дані. Подібним чином подія була досягнута гравцями на версії гри для PlayStation 3 27 липня 2020 року, хоча в жовтні 2020 року Konami уточнила, що це було роботою шахрая.
Критики пов'язували відсутній контент із напруженими відносинами між Konami та Коджимою під час розробки. Загальна думка полягала в тому, що Konami встановила жорсткі терміни випуску гри через зростання витрат Коджими на розробку. Дата майнери виявили інші приклади контенту, який не був включений до гри, від ігрових функцій до звукових файлів. Хорхе Хіменес із PC Gamer написав, що контент міг бути вирізаний з інших, очікуваних причин. Через очевидні наративні недоліки та докази видаленого сюжетного контенту критики назвали гру незавершеною. Водночас Ден Докінс із GamesRadar+ стверджував, що те, що фанати вважали незавершеним, могло бути навмисним рішенням Коджими, і заявив, що твердження про неповноту гри є як правильними, так і хибними. В інтерв'ю для IGN Коджима зазначив, що нова інтелектуальна власність, яку він розробляв після виходу з Konami (пізніше відома як Death Stranding), буде «повною грою». Після оголошення про вихід Metal Gear Solid V: The Definitive Experience у 2016 році, яке включало весь раніше випущений завантажуваний контент, кілька фанатів через Twitter висловили занепокоєння щодо відсутнього контенту, зокрема щодо Епізоду 51. Konami відповіла, що Епізод 51 був видалений на ранніх етапах розробки гри, оскільки він не був призначений як ключове завершення сюжету, і що планів зробити цю місію доступною для гри немає. У 2021 році Хорхе Хіменес із PC Gamer та Ернесто Валенсуела з Collider висловили бажання побачити режисерську версію гри з вирізаним контентом, хоча й відчували, що це малоймовірно.

## Оцінки і відгуки

### Продажі
Metal Gear Solid V: The Phantom Pain було відправлено 3 мільйони фізичних копій на всіх платформах протягом перших п'яти днів після релізу. У день виходу гра заробила 179 мільйонів доларів США, що перевищило сумарні касові збори фільмів Месники: Ера Альтрона та Світ Юрського періоду за перший день. The Phantom Pain дебютувала на першому місці в чартах Великої Британії. Це був третій за величиною запуск відеогри у 2015 році у Великій Британії, після Batman: Arkham Knight та The Witcher 3: Wild Hunt. The Phantom Pain став найуспішнішим запуском серії у Великій Британії, перевершивши попереднього рекордсмена, Metal Gear Solid 2: Sons of Liberty, на 37 відсотків. Гра продала 411 199 фізичних копій для PlayStation 3 і PlayStation 4 протягом першого тижня в Японії, очоливши японські чарти програмного забезпечення на той тиждень.
У Великій Британії гра продавалася значно краще на консолях сімейства PlayStation, ніж на Xbox. Без урахування продажів для ПК, близько 72 відсотків копій The Phantom Pain було продано на PlayStation 4, що приблизно в три рази більше, ніж на Xbox One, на частку якого припадало 22 відсотки продажів. Три відсотки продажів припали на PlayStation 3, а два відсотки — на Xbox 360. До кінця вересня 2015 року Metal Gear Solid V: The Phantom Pain було продано понад п'ять мільйонів копій по всьому світу, а до грудня 2015 року цей показник зріс до понад шести мільйонів.
| Агрегатор  | Оцінка                                 |
| ---------- | -------------------------------------- |
| Metacritic | (XONE) 95/100 (PS4) 93/100 (PC) 91/100 |

| Видання                                  | Оцінка  |
| ---------------------------------------- | ------- |
| Destructoid                              | 9/10    |
| Electronic Gaming Monthly                | 9.5/10  |
| Eurogamer                                | 9/10 ·  |
| Game Informer                            | 9.25/10 |
| GameRevolution                           | [ 125 ] |
| GamesTM                                  | 10/10   |
| Giant Bomb                               | [ 127 ] |
| Official Xbox Magazine (Велика Британія) | 10/10   |
| PC Gamer (США)                           | 93/100  |
| Polygon                                  | 9/10    |

### Нагороди
| Нагорода                               | Категорія             | Результат |
| -------------------------------------- | --------------------- | --------- |
| Golden Joystick Awards                 |                       |           |
| Основна гра року                       | Номінація             |           |
| Вибір критиків                         | Перемога              |           |
| Metacritic                             |                       |           |
| Найкраща гра 2015 року для PS4         | Перемога              |           |
| Найкраща гра 2015 року для Xbox One    | Перемога              |           |
| Найкраща гра 2015 року для ПК          | Номінація             |           |
| Hobby Consolas                         | Гра року              | Перемога  |
| Panorama                               | Гра року              | Перемога  |
| PC Gamer                               | Гра року              | Перемога  |
| Game Revolution                        | Гра року              | Перемога  |
| GamesRadar                             | Гра року              | Перемога  |
| Game-Debate Global Game Awards         | Гра року              | Номінація |
| Game-Debate Global Game Awards         | Найкращий екшн        | Перемога  |
| The Game Awards 2015                   |                       |           |
| Найкраща екшн/пригода                  | Перемога              |           |
| Найкраща музика для гри/саундтрек      | Перемога              |           |
| Гра року                               | Номінація             |           |
| Найкраща робота художника-постановника | Номінація             |           |
| DICE Awards                            | Пригодницька гра року | Перемога  |